# Palača Grasalković u Bratislavi
Grasalkovićeva palača (slovački: ''Grasalkovičov palác) ili Predsjednička palača Slovačke (Prezidentský palác) palača je u Bratislavi i odmorište predsjednika Slovačke. Palača je impresivno rokoko/kasni barok zdanje s francuskim vrtom. Izgrađena je 1760. godine za Antuna Grasalkovića, ugarskog plemića hrvatskog porijekla, koji je bio predsjednik tadašnjeg mađarskog ministarstva ekonomije i financija, a arhitekt je bio A. Mayerhoffer. Glavne odlike palače su uređene sobe i impresivno stubište.
Palača je postala središte baroknog glazbenog života u Bratislavi. Joseph Haydn je svoje brojne premijere održavao baš u Grasalkovićeoj palači. Razlog je to što je grof Grasalković imao svoj orkestar, a drugi grof i Grasalkovićev prijatelj, grof Esterhazy, često je preporučao baš Haydna, njegovog omiljenog skladatelja da svira u Grasalkovićevoj palači. Pošto je Grasalković bio miljenik carice Marije Terezije, palača se koristila za razne balove i plesove Habsburgovaca iz samoga vrha sustava. Haydn je također bio dirigent na vjenčanju Marije Terezije od Austrije (kćeri Marije Terezije). Posljednji vlasnici kuće prije raspada Austro-Ugarske bili su nadvojvoda Frederik i žena Isabella od Croy-Dülmena.
Od 1939. do 1945. godine, palača je bila sjedište predsjednika Slovačke Republike tijekom Drugog svjetskog rata (npr. Josef Tiso). Tijekom komunističke ere, prvo je bila sjedište slovačke vlade unutar Čehoslovačke. 1950. godine je preimenovana u Kuću pionira i mldaeži Klementa Gottwalda (Dom pionierov a mládeže Klementa Gottwalda), što je bilo mjesto aktivnosti školaraca, koji su se tada nazivali pionirima. Učenici su oštećivali palaču, pa je postalo jasno kako je rekonstrukcija potrebna, a ona je omogućena 1989. godine nakon prekida komunističke ere i revolucije koja je označila razdvajanje Češke i Slovačke (Baršunasta revolucija).
Nakon rekonstrukcije ranih devedesetih 20. stoljeća, 30. rujna 1996. palača je postala rezidencija slovačkih predsjednika. Nekadašnji ogromni vrtovi sada su javni parkovi s kipom bratislavskog skladatelja Jana Nepomuka. Tijekom Božića palača je okićena u Coca-Cola stilu (vidi vanjske poveznice).

## Vanjske poveznice
- Mnoštvo slika  Arhivirana inačica izvorne stranice od 19. svibnja 2006. (Wayback Machine)